# ISO 9241
ISO 9241 è uno degli standard della International Organization for Standardization (ISO) che riguarda in particolare Ergonomia e Interazione uomo-macchina. È gestito dal Comitato tecnico ISO 159 ed originariamente era intitolato "Ergonomic requirements for office work with visual display terminals (VDTs)" che possiamo tradurre come Requisiti ergonomici per il lavoro d'ufficio con terminali con display visivo.
Dal 2006 in poi, gli standard sono stati rinominati in termini più generici di Ergonomia e Interazione uomo-macchina e ISO sta rinumerando alcune parti dello standard in modo che possa coprire più argomenti come. Due zeri nel numero indicano che il documento in esame è uno standard generico o di base, mentre negli standard che terminano con uno zero si fa riferimento ad aspetti fondamentali. Uno standard con tre cifre diverse da zero nel numero regola aspetti specifici.
La parte numero 1 è un'introduzione generale al resto dello standard. La parte numero 2 affronta la progettazione delle attività per lavorare con sistemi informatici. Le parti 3-9 trattano le caratteristiche fisiche delle apparecchiature informatiche. Le parti 110 e parti 11-19 trattano aspetti di usabilità del software, tra cui la parte 110 (una serie generale di euristiche di usabilità per la progettazione di diversi tipi di dialogo) e la parte 11 (indicazioni generali sulle specifiche e la misurazione dell'usabilità).

## Ergonomia dell'Interazione uomo-macchina
Lo standard revisionato è numerato in serie come segue:
- Serie 100: Ergonomia del software
- Serie 200: Processi di interazione uomo-macchina
- Serie 300: Display e hardware relativo
- Serie 400: Dispositivi di input fisici - Principi di ergonomia
- Serie 500: Ergonomia della postazione
- Serie 600: Ergonomia ambientale
- Serie 700: Applicazioni
- Serie 900: Interazioni tattili

All'interno di queste serie, lo standard include le seguenti parti:
- Parte 100: Introduzione agli standard relativi all'ergonomia del software
- Parte 110: Principi di dialogo
- Parte 129: Guida all'individuazione del software
- Parte 151: Guida alle interfacce utente del World Wide Web
- Parte 143: Forms
- Parte 161: Guida sugli elementi dell'interfaccia utente
- Parte 171: Guida sull'accessibilità del software
- Parte 210: Human-centred design per sistemi interattivi
- Parte 300: Introduzione ai requisiti della visualizzazione elettronica
- Parte 302: Terminologia per display elettronici
- Parte 303: Requisiti per display elettronici
- Parte 304: Metodi di test delle prestazioni degli utenti per display elettronici
- Parte 305: Metodi di test in laboratori ottici per display elettronici
- Parte 306: Metodi di valutazione sul campo per display elettronici
- Parte 307: Analisi e metodi di test di conformità per display elettronici
- Parte 308: Display a emissione di elettroni a conduzione superficiale (SED)
- Parte 309 (TR): Display a diodi emettitori di luce organici (OLED)
- Parte 310 (TR): Visibilità, estetica ed ergonomia dei pixel difettosi
- Parte 400: Principi e requisiti per dispositivi di input fisici
- Parte 410: Criteri di progettazione per dispositivi di input fisici
- Parte 910: Framework per l'interazione tattile
- Parte 920: Guida alle interazioni tattili